# Попков Петро Іванович
Петро Іванович Попков (1897, Владимирська губернія, тепер Івановська область, Російська Федерація — липень 1949, місто Фрунзе, тепер Бішкек, Киргизстан) — киргизький радянський діяч, народний комісар текстильної промисловості Киргизької РСР, секретар ЦК КП(б) Киргизії із промисловості. Депутат Верховної ради Киргизької РСР 2-го скликання.

## Життєпис
Народився в родині робітника. Трудову діяльність розпочав з дев'ятирічного віку спочатку учнем слюсаря, потім слюсарем на приватних підприємствах Владимирської губернії.
З жовтня 1916 до лютого 1918 року служив матросом, а згодом машиністом на суднах військово-морського флоту Росії.
З 1919 до 1922 року служив на Робічничо-селянському червоному флоті РРФСР, учасник громадянської війни в Росії.
Член РКП(б).
До 1924 року — заступник директора прядильно-ткацької фабрики в місті Коврові. З 1924 до 1931 року працював на керівних посадах у текстильній промисловості.
З 1931 до 1935 року — керуючий Киргизького бавовняного тресту.
До липня 1939 року — 1-й заступник народного комісара легкої промисловості Киргизької РСР.
16 липня — вересень 1939 року — народний комісар легкої промисловості Киргизької РСР.
З 5 вересня 1939 року — народний комісар текстильної промисловості Киргизької РСР.
8 вересня 1942 — 1943 року — секретар ЦК КП(б) Киргизії із промисловості.
У 1943—1947 роках — заступник секретаря ЦК КП(б) Киргизії з промисловості —  завідувач відділу промисловості ЦК КП(б) Киргизії.
З 1947 до липня 1949 року — заступник голови Президії Верховної ради Киргизької РСР.
Помер наприкінці липня 1949 року в місті Фрунзе (Бішкек).

## Нагороди
- орден Вітчизняної війни І ст.
- медаль «За доблесну працю у Великій Вітчизняній війні 1941—1945 рр.» (1945)